# Harry Prünster

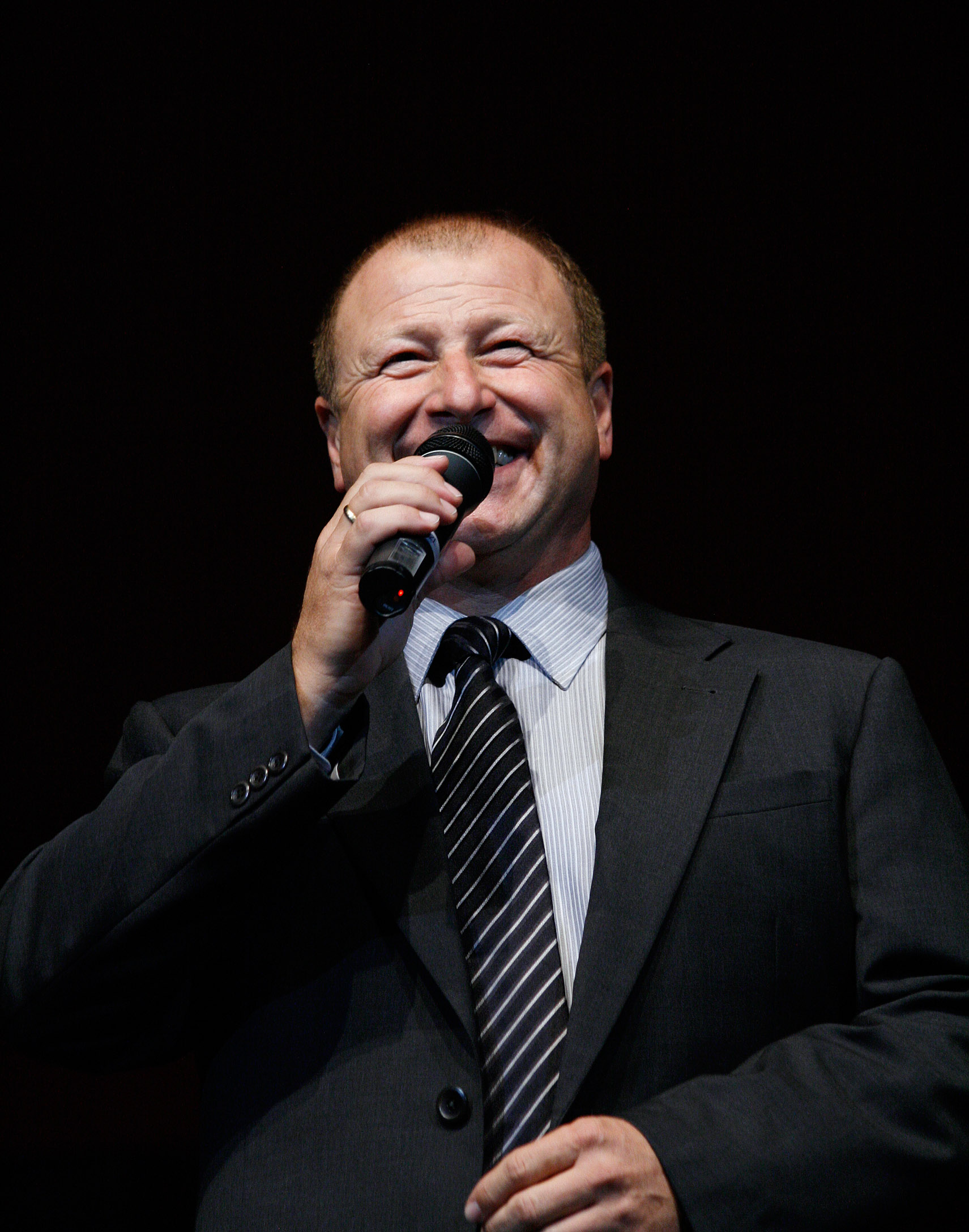
Harald Prünster (Wien 2009)

Harald „Harry“ Prünster (* 12. Dezember 1956 in Schwaz in Tirol) ist ein österreichischer TV-Moderator, Humorist und ehemaliger Lehrer.

## Leben
Harry Prünster maturierte 1975 in Schwaz und legte 1978 an der Pädagogischen Akademie in Innsbruck die Lehramtsprüfung für Deutsch und Leibesübungen ab. Anschließend unterrichtete er an der Hauptschule in Schwaz, im Herbst 1986 wurde er als Lehrerfortbildner an das Pädagogische Institut des Landes Tirol in Innsbruck berufen.
Anfang der 1970er Jahre war er als Radiomoderator im ORF-Landesstudio Tirol tätig. 1991 gewann er den bayerisch-österreichischen Witzewettbewerb Gaudimax. 1992 beschloss der ORF, den Gaudimax-Witzewettbewerb als österreichische Gameshow ins Programm zu nehmen, moderiert von Prünster. Da die TV-Arbeit immer mehr zunahm, trat Prünster aus dem Schuldienst aus und machte sich mit der Firma Pro Concept-Werbe GmbH selbständig. 1993 kreierte der ORF die Sommershow Oh, du mein Österreich, die mit einem Zirkuszelt durch Österreich reiste und in Tourismusregionen Station machte. Prünster war damit im Samstag-Hauptabend angekommen. Weitere Sendungen waren unter anderem Alle neune, Harrys liabste Hütt'n und Sehr witzig!?.
Neben der TV-Arbeit moderiert Harry Prünster aber immer noch Radiosendungen. Seit 1998 präsentiert er im ORF Vorarlberg den Radiofrühschoppen und seit Oktober 2008 auch den Frühschoppen von ORF Radio Tirol.
Seit dem 6. Juli 2003 hatte Prünster am Sonntagnachmittag auf ORF 2 seine Freizeitsendung Harrys liabste Hütt'n, in der er Sommer- und Wintersportregionen mit ihren beliebten Hütten und Wirten vorstellt.
Im Frühjahr 2007 tanzte er bei der dritten Staffel der ORF-Show Dancing Stars.
Auch an den beiden ORF-Staffeln von Das Match (2008, 2010) beteiligte sich Prünster und spielte als Fußballer gegen ein Schweizer und ein deutsches Team.
Seit Februar 2016 wirkt er gemeinsam mit Lydia Prenner-Kasper und Gery Seidl in der Sendung Sehr witzig!? auf Puls 4 mit.
Im Juli 2019 startete er mit einer neuen Sendereihe auf ORF 2: Harrys schönste Zeit stellt interessante Menschen aus österreichischen Regionen vor, die gemeinsam mit ihm philosophieren.
Ende 2023 beendete der ORF die Zusammenarbeit mit Prünster, in Zukunft werden nur noch Wiederholungen seiner Sendungen auf ORF 2 zu sehen sein. Vor der Bürgermeisterwahl in Innsbruck im April 2024 hat Prünster den Bürgermeisterkandidaten Florian Tursky (ÖVP) im Wahlkampf unterstützt, wobei Prünster und Tursky ein gemeinsames Gesprächsformat mit lokalen ÖVP-Unterstützern namens Harry und Florian moderierten.
Harry Prünster, der live nach wie vor humoristisch tätig ist, tourt auch immer wieder mit seiner Band – den Fabulous Boys – durch Österreich. Dabei präsentiert er unter dem Titel „Coole Witz‘, tolle Hits“ ein humoristisches Programm mit den besten Hits der Siebziger- und Achtzigerjahre.

## Sendungen (Auswahl)
- „ORF Radiofrühschoppen“ für Tirol und Vorarlberg
- Spaß im Schnee
- Achtung Kamera
- Alle neune
- Oh, du mein Österreich
- Frühlingszeit mit Harry Prünster
- Osterzeit mit Harry Prünster
- Adventzeit mit Harry Prünster
- Harrys liabste Hütt'n
- Sehr witzig!? auf PULS 4

## Diskografie
- 1991 – Gaudimax
- 1992 – Maximale Gaudi – Folge 2
- 1994 – Maximale Gaudi – Folge 3
- 1994 – Ja mei, was wird scho' sei?
- 1996 – Zeit zum Lachen
- 1997 – Die besten Faxwitze und viel Neues
- 2005 – Harrys liabste Hüttenlieder und Witze
- 2006 – ORF-Frühschoppen mit Harry Prünster

## Publikationen
- 2003 – Harry Prünster: Griaß di?, ISBN 3-902211-10-5
- 2008 – Harry Prünster: Die Pointe kommt am Schluss, ISBN 3-8000-7379-X
- 2020 – Harry Prünster: Griaß Di? Mein Tiroler Wörterbuch, Fechter, Wien 2020, ISBN 978-3-901521-60-7